# Австралийское царство
Австралийское царство — единица флористического районирования в биогеографии. Занимает континент Австралию и близлежащие острова. В Австралийское царство входят три области: Северо-восточно-австралийская, Юго-западно-австралийская, Центрально-австралийская (Эремейская).

## Флора
Флора Австралии характеризуется высоким эндемизмом. Континент располагается на большом отдалении от других земель и развивался обособленно. Здесь встречается ряд эндемичных семейств и около 570 эндемичных родов. Яркая особенность флоры — полиморфность родов, когда род насчитывает множество видов. Например, только род эвкалипта (семейство миртовых) насчитывает 525 видов. Отдельные экземпляры достигают 155 метров. Эвкалипты считаются самыми высокими среди цветковых растений. В засушливых районах в то же время произрастают эвкалипты кустарниковые.
Для Австралийского царства типичны акация и банксия. В отличие от африканской акации она не имеет колючек. Род акации насчитывает 500 видов. Эвкалипт и банксия относятся к орнитофильным формам, то есть опыляются птицами. Опылитель — попугай лори. Наибольшую роль во флоре Австралийского царства играют злаковые, бобовые (более 1000 видов), орхидные, сложноцветные, миртовые, протейные. Ряд семейств вообще отсутствует (чайные, розоцветные, бамбуки). Некоторые семейства являются общими с Латинской Америкой. Это — араукариевые, подокарповые, протейные, рестионовые и др.
Австралийский континент передвигается на север со времени с мелового периода.